# Vattenfall Cyclassics 2008
La Vattenfall Cyclassics 2008 fou la 13a edició de la cursa ciclista Vattenfall Cyclassics. La cursa es va disputar el 7 de setembre de 2008 sobre una distància de 213,7 quilòmetres, sent la catorzena prova de l'UCI ProTour de 2008.
La victòria fou per l'australià Robbie McEwen, que guanyà a l'esprint als seus compatriotes Mark Renshaw i Allan Davis.

## Classificació final
|    | Ciclista           | Equip            | Temps      |
| -- | ------------------ | ---------------- | ---------- |
| 1  | Robbie McEwen      | Silence-Lotto    | 4h 37' 46" |
| 2  | Mark Renshaw       | Crédit Agricole  | m. t.      |
| 3  | Allan Davis        | Quick Step       | m. t.      |
| 4  | Murilo Fischer     | Liquigas         | m. t.      |
| 5  | José Joaquín Rojas | Caisse d'Epargne | m. t.      |
| 6  | Peter Wrolich      | Gerolsteiner     | m. t.      |
| 7  | William Bonnet     | Crédit Agricole  | m. t.      |
| 8  | Mirco Lorenzetto   | Lampre           | m. t.      |
| 9  | Samuel Dumoulin    | Cofidis          | m. t.      |
| 10 | Fabian Wegmann     | Gerolsteiner     | m. t.      |

## Classificació individual de l'UCI ProTour 2008 després d'aquesta cursa[1]
| Posició | Ciclista               | Equip                 | Punts |
| ------- | ---------------------- | --------------------- | ----- |
| 1       | Alejandro Valverde     | Caisse d'Epargne      | 123   |
| 2       | Damiano Cunego         | Lampre                | 104   |
| 3       | Andreas Klöden         | Astana                | 96    |
| 4       | Roman Kreuziger        | Liquigas              | 94    |
| 5       | André Greipel          | Columbia              | 93    |
| 6       | Cadel Evans            | Silence-Lotto         | 85    |
| 7       | Stijn Devolder         | Quick Step-Innergetic | 80    |
| 8       | José Joaquín Rojas Gil | Caisse d'Epargne      | 75    |
| 9       | Thomas Lövkvist        | Columbia              | 74    |
| 10      | Alessandro Ballan      | Lampre                | 60    |